# Pseudorhaphitoma ditylota
Pseudorhaphitoma ditylota é uma espécie de gastrópode do gênero Pseudorhaphitoma, pertencente a família Mangeliidae.